# Spinnerij (sneltramhalte)
Spinnerij was een sneltramhalte van de Amsterdamse metro in Amstelveen. De halte was vernoemd naar een spinnerij.
Op de halte stopte sneltram 51. Halte Spinnerij bevond zich in het midden van bedrijventerrein Legmeer. De halte was een van de drie haltes die met het doortrekken van de lijn naar Amstelveen Westwijk in september 2004 werden toegevoegd aan lijn 51.
Centraal Station (NS) ·
Nieuwmarkt ·
Waterlooplein ·
Weesperplein ·
Wibautstraat ·
Amstelstation (NS) ·
Spaklerweg ·
Overamstel ·
Station RAI (NS) ·
Station Zuid (NS) ·
De Boelelaan / VU ·
A.J. Ernststraat ·
Van Boshuizenstraat ·
Uilenstede ·
Kronenburg ·
Zonnestein ·
Onderuit ·
Oranjebaan ·
Amstelveen Centrum ·
Ouderkerkerlaan ·
Sportlaan ·
Marne ·
Gondel ·
Meent ·
Brink ·
Poortwachter ·
Spinnerij ·
Sacharovlaan ·
Westwijk